# 3276
3276（三千二百七十六、さんぜんにひゃくななじゅうろく）は、自然数また整数において、3275の次で3277の前の数である。

## 性質
- 3276は合成数であり、約数は1, 2, 3, 4, 6, 7, 9, 12, 13, 14, 18, 21, 26, 28, 36, 39, 42, 52, 63, 78, 84, 91, 117, 126, 156, 182, 234, 252, 273, 364, 468, 546, 819, 1092, 1638, 3276である。
  - 約数の和は10192。
  - 約数の個数は36個。
- 26番目の三角錐数である。1つ前は2925、次は3654。
- 27番目の十二角数である。1つ前は3025、次は3537。
- 634番目のハーシャッド数である。1つ前は3268、次は3290。
- 約数の和が3276になる数は10個ある。(1170, 1494, 1810, 1845, 1868, 1989, 2182, 2259, 3029, 3077) 約数の和10個で表せる7番目の数である。1つ前は2400、次は3888。